# Thomsonisca shutovae
Thomsonisca shutovae är en stekelart som först beskrevs av Trjapitzin 1963.  Thomsonisca shutovae ingår i släktet Thomsonisca och familjen sköldlussteklar. Inga underarter finns listade i Catalogue of Life.